# Magnus di Sassonia
Magnus di Sassonia (1045 – Ertheneburg, 23 agosto 1106) fu duca di Sassonia dal 1072 alla morte.

## Biografia
Magnus era figlio di Ordulfo e di Wulfhild di Norvegia, figlia di sant'Olav. Nel 1070, prima di diventare duca di Sassonia, appoggiò la rivolta promossa da Ottone di Northeim nei confronti di Enrico IV. La rivolta fu domata nel 1071 e Magnus venne fatto prigioniero. Venne tenuto nel castello di Harzburg, e gli fu impedito di salire al potere in Sassonia, fino a quanto settanta prigionieri svevi non furono liberati.
Nel 1075 Magnus fu di nuovo fatto prigioniero dall'imperatore. Liberato, appoggiò Rodolfo di Rheinfeld nel contesto della Grande rivolta sassone; fu presente alla battaglia di Mellrichstadt, dove salvò la vita a Rodolfo.
Alla sua morte, nel 1106, il ducato di Sassonia passò a Lotario II, mentre i territori furono divisi tra le due figlie.

## Matrimonio ed eredi
Magnus sposò nel 1070/1071 Sofia d'Ungheria, figlia di Béla I d'Ungheria della dinastia degli Arpadi e già vedova di Ulrico I, margravio di Carniola. Dal matrimonio nacquero due figlie:
- Wulfhilde (...-1126), sposò Enrico IX di Baviera;
- Eilika (...-1142), promessa sposa di Lotario Udo III della marca del Nord, sposò infine Ottone di Ballenstedt. Essi ebbero come figlio Alberto l'Orso.

## Ascendenza
|                         |                |                       | Genitori                |  |  | Nonni |  |  | Bisnonni               |  |  | Trisnonni           |  |
|                         |                |                       |                         |  |  |       |  |  | Bernardo I di Sassonia |  |  | Ermanno di Sassonia |  |
|                         |                |                       |                         |  |  |       |  |  | Bernardo I di Sassonia |  |  | Ermanno di Sassonia |  |
|                         |                | Oda                   |                         |  |  |       |  |  | Bernardo I di Sassonia |  |  |                     |  |
| Bernardo II di Sassonia |                |                       |                         |  |  |       |  |  | Bernardo I di Sassonia |  |  |                     |  |
|                         |                | Ildegarda di Stade    | Enrico I di Stade       |  |  |       |  |  |                        |  |  |                     |  |
|                         |                | Ildegarda di Stade    | Enrico I di Stade       |  |  |       |  |  |                        |  |  |                     |  |
|                         |                | Ildegarda di Stade    | Ildegarda di Reinhausen |  |  |       |  |  |                        |  |  |                     |  |
| Ordulfo di Sassonia     |                | Ildegarda di Stade    |                         |  |  |       |  |  |                        |  |  |                     |  |
|                         |                | Enrico di Schweinfurt | Bertoldo di Schweinfurt |  |  |       |  |  |                        |  |  |                     |  |
|                         |                | Enrico di Schweinfurt | Bertoldo di Schweinfurt |  |  |       |  |  |                        |  |  |                     |  |
|                         |                | Enrico di Schweinfurt | Eilika di Walbeck       |  |  |       |  |  |                        |  |  |                     |  |
| Eilika di Schweinfurt   |                | Enrico di Schweinfurt |                         |  |  |       |  |  |                        |  |  |                     |  |
|                         |                | Gerberga di Gleiberg  | Eriberto di Wetterau    |  |  |       |  |  |                        |  |  |                     |  |
|                         |                | Gerberga di Gleiberg  | Eriberto di Wetterau    |  |  |       |  |  |                        |  |  |                     |  |
|                         |                | Gerberga di Gleiberg  | Irmtrud di Avalgau      |  |  |       |  |  |                        |  |  |                     |  |
| Magnus di Sassonia      |                | Gerberga di Gleiberg  |                         |  |  |       |  |  |                        |  |  |                     |  |
|                         | Harald Grenske | Gudrød Bjørnsson      |                         |  |  |       |  |  |                        |  |  |                     |  |
|                         | Harald Grenske | Gudrød Bjørnsson      |                         |  |  |       |  |  |                        |  |  |                     |  |
|                         | Harald Grenske | ?                     |                         |  |  |       |  |  |                        |  |  |                     |  |
| Olaf II di Norvegia     | Harald Grenske |                       |                         |  |  |       |  |  |                        |  |  |                     |  |
|                         |                | Åsta Gudbrandsdatter  | Gudbrand Kula           |  |  |       |  |  |                        |  |  |                     |  |
|                         |                | Åsta Gudbrandsdatter  | Gudbrand Kula           |  |  |       |  |  |                        |  |  |                     |  |
|                         |                | Åsta Gudbrandsdatter  | ?                       |  |  |       |  |  |                        |  |  |                     |  |
| Wulfhild di Norvegia    |                | Åsta Gudbrandsdatter  |                         |  |  |       |  |  |                        |  |  |                     |  |
|                         |                | Olof III di Svezia    | Eric il Vittorioso      |  |  |       |  |  |                        |  |  |                     |  |
|                         |                | Olof III di Svezia    | Eric il Vittorioso      |  |  |       |  |  |                        |  |  |                     |  |
|                         |                | Olof III di Svezia    | Sigrid la Superba       |  |  |       |  |  |                        |  |  |                     |  |
| Astrid Olfosdotter      |                | Olof III di Svezia    |                         |  |  |       |  |  |                        |  |  |                     |  |
|                         |                | Edla di Venedia       | ?                       |  |  |       |  |  |                        |  |  |                     |  |
|                         |                | Edla di Venedia       | ?                       |  |  |       |  |  |                        |  |  |                     |  |
|                         |                | Edla di Venedia       | ?                       |  |  |       |  |  |                        |  |  |                     |  |
|                         |                | Edla di Venedia       |                         |  |  |       |  |  |                        |  |  |                     |  |